# شوکت علی (اسنوکرباز)
شوکت علی (انگلیسی: Shokat Ali؛ زادهٔ ۴ مارس ۱۹۷۰) بازیکن اسنوکر اهل پاکستان است.